# Akademie-Mitteilungen
Die Akademie-Mitteilungen waren das offizielle Informationsorgan der Staatlichen Akademie der bildenden Künste Stuttgart, sie wurden 1972 von Wolfgang Kermer gegründet. Insgesamt erschienen bis 1978 acht Ausgaben, die den Berichtszeitraum 1972 bis 1977 umfassten.
Aus der Notwendigkeit und der Überzeugung heraus, eine Kunsthochschule brauche Kontakt zur Gesellschaft, sie bedürfe lebendiger Beziehungen zur Bevölkerung, zur Politik, zu Verbänden, überdies auch zu den ehemaligen Hochschulangehörigen, entstanden die Akademie-Mitteilungen in einer von der Studentenbewegung ausgelösten, noch immer hochschulpolitisch virulenten Zeit. Sie berichteten aus dem Leben der Hochschule und wollten zugleich der offenen Aussprache dienen. So hieß es im Editorial zur ersten Ausgabe, sie hätten die Aufgabe, „regional und überregional Bericht zu geben“, sei doch „manches, was gelegentlich zu einem verzeichneten Bild geführt [habe], auf einen offenbar stockenden Informationsfluß zurückzuführen“. An anderer Stelle verlautete: „Dieses Mitteilungsblatt soll sachlich berichten und frei von Polemik sein“. Zusammen mit den Beiträgen zur Geschichte der Staatlichen Akademie der Bildenden Künste Stuttgart entwickelten sich die Akademie-Mitteilungen „seit 1972 zu einem Spiegel des zeitgenössischen und historischen Kunstgeschehens im Lande“.
Gründer, Herausgeber und Chefredakteur war der Kunsthistoriker und damalige Rektor der Hochschule, Wolfgang Kermer, von dem auch der überwiegende Teil der namentlich nicht eigens bezeichneten Beiträge stammt.
Die zunächst in halbjährlichen Abständen erschienenen, anfangs mit finanzieller Unterstützung der „Vereinigung von Freunden der Akademie der bildenden Künste e. V. Stuttgart“ hergestellten Hefte umfassten ab der sechsten Ausgabe größere Zeiträume. Mit ihren Hauptabschnitten I Organe und Lehrkörper, II Studium, III Veranstaltungen in der Akademie, IV Bibliothek, V Verwaltung, VI Allgemeine Mitteilungen lieferten sie ein detailliertes Bild von den personellen, sachlichen und hochschulrechtlichen Verhältnissen und Entwicklungen der Hochschule sowie von den Ausstellungs- und publizistischen Aktivitäten ihrer Mitglieder und Alumni auch dann, als das Gewicht der Beiträge externer Autoren größer wurde und sich die überregionale Ausrichtung verstärkte. Von insgesamt 12 war der Heftumfang zuletzt auf 160 Seiten gestiegen, die Bebilderung umfangreicher und farbiger geworden. Als Dokument eines Zeitabschnitts tief greifender inhaltlicher und organisatorischer Neustrukturierung einer Kunsthochschule mit Hochschullehrern wie Albrecht Ade, Gunter Böhmer, Paul Uwe Dreyer, Erwin Heinle, Herbert Hirche, Rudolf Hoflehner, Alfred Hrdlicka, Erich Mansen, Heinz Mohl, Hugo Peters, Jürgen Rose, Rudolf Schoofs, K. R. H. Sonderborg, Hans Gottfried von Stockhausen, Rolf E. Straub, Arno Votteler, Kurt Weidemann, Herta-Maria Witzemann, Leo Wollner stehen die Akademie-Mitteilungen innerhalb der baden-württembergischen Hochschullandschaft der 1970er Jahre einzigartig da und haben auch bis heute keine Parallele mehr gefunden.
Neben dem Informationszweck zugleich als experimentell-typografisches Projekt gedacht, änderten die Akademie-Mitteilungen dreimal ihr Äußeres, was sich allein schon im Wechsel des Formats und in den verschiedenen Varianten der Außentitel zeigte. Die Satzgestaltung blieb durchgängig zweispaltig. Zunächst lag die typografische Gestaltung beim Institut für Buchgestaltung der Akademie unter der Leitung von Walter Brudi. Horst Wöhrle, Lehrer für Satz und bis zu deren Einstellung Mitarbeiter der Reihe, schuf das Layout bis zur fünften Ausgabe, wobei er im Zuge der Umgestaltung sämtlicher Drucksachen der Hochschule auf ein einheitliches Konzept mittels einer durchgängig verwendeten Schrift (Akzidenz-Grotesk) den Heften Nr. 4 und 5 ein neues Gesicht gab. Ab der sechsten Ausgabe trat mit der von Manfred Kröplien als neuem Leiter des Instituts für Buchgestaltung geschaffenen, schon vom rein typografisch bestimmten Cover her auf funktionale Gliederung und Durchgängigkeit des Satzspiegels angelegten Gestalt ein erneuter Wandel des visuellen Erscheinungsbildes ein, wodurch die Hefte, schnörkellos und auf Lesbarkeit bedacht, eine geradezu zeitlose Konzeption erhielten.
Bei reduzierten Finanzierungsmitteln und steigenden Herstellungskosten wurden die Akademie-Mitteilungen mit Heft 8/1978 eingestellt.

## Erscheinungsverlauf
- Akademie-Mitteilungen 1: Für die Zeit vom 1. Oktober 1971 bis 31. März 1972; April 1972
- Akademie-Mitteilungen 2: Für die Zeit vom 1. April 1972 bis 30. September 1972; Oktober 1972
- Akademie-Mitteilungen 3: Für die Zeit vom 1. Oktober 1972 bis März 1973; April 1973
- Akademie-Mitteilungen 4: Für die Zeit vom 1. April 1973 bis 31. Oktober 1973; November 1973
- Akademie-Mitteilungen 5: Für die Zeit vom 1. November 1973 bis 31. März 1974; April 1974[8]
- Akademie-Mitteilungen 6: Für die Zeit vom 1. April 1974 bis 31. März 1975; Mai 1975[9]
- Akademie-Mitteilungen 7: Für die Zeit vom 1. April 1975 bis 31. Mai 1976; August 1976
- Akademie-Mitteilungen 8: Für die Zeit vom 1. Juni 1976 bis 31. Oktober 1977; März 1978